# Bagré
Bagré  város Burkina Faso délkeleti részén (Bagré megye, Boulgou tartomány). 2012-ben a település népessége 22 168 fő volt.

## Fordítás
- Ez a szócikk részben vagy egészben  a   Bagré Town című angol Wikipédia-szócikk ezen változatának fordításán alapul.  Az eredeti cikk szerkesztőit annak laptörténete sorolja fel. Ez a jelzés csupán a megfogalmazás eredetét és a szerzői jogokat jelzi, nem szolgál a cikkben szereplő információk forrásmegjelöléseként.